# Шез Бодуен
Шез Бодуен (фр. Chaise-Baudouin) насеље је и општина у северној Француској у региону Доња Нормандија, у департману Манш која припада префектури Авранш.
По подацима из 2011. године у општини је живело 466 становника, а густина насељености је износила 38,64 становника/km². Општина се простире на површини од 12,06 km². Налази се на средњој надморској висини од 187 метара (максималној 205 m, а минималној 55 m).

## Демографија
| 1962. | 1968. | 1975. | 1982. | 1990. | 1999. | 2011. |
| ----- | ----- | ----- | ----- | ----- | ----- | ----- |
| 523   | 486   | 426   | 452   | 439   | 396   | 466   |

График промене броја становника у току последњих година